# Осек (Опольське воєводство)
Осек (пол. Osiek, нім. Oschiek) — село в Польщі, у гміні Стшельці-Опольські Стшелецького повіту Опольського воєводства.
Населення — 445 осіб (2011).
У 1975-1998 роках село належало до Опольського воєводства.

## Демографія
Демографічна структура станом на 31 березня 2011 року:
|          | Загалом | Допрацездатний вік | Працездатний вік | Постпрацездатний вік |
| -------- | ------- | ------------------ | ---------------- | -------------------- |
| Чоловіки | 204     | 47                 | 124              | 33                   |
| Жінки    | 241     | 44                 | 137              | 60                   |
| Разом    | 445     | 91                 | 261              | 93                   |